# Corrie de Boer
Cornelia (Corrie) de Boer (Leeuwarden, 26 oktober 1932 – Amsterdam, 22 januari 2023) was een Nederlands collagist, tekenaar en textielkunstenaar.

## Leven en werk
De Boer werd opgeleid aan de textielafdeling van het Instituut voor Kunstnijverheidsonderwijs in Amsterdam (1953-1957). Ze trouwde met de architect Karel van Ooij en werd moeder van journalist Dieuwke van Ooij (1959) en beeldend kunstenaar Semna van Ooy (1961), met wie ze later ook exposeerde.
Begin jaren 70 trad de Boer als beeldend kunstenaar naar buiten. Ze kreeg bekendheid met spierwitte, linnen reliëfs, waarin het lijnwerk voor haar centraal stond. Ze exposeerde haar abstract-geometrische panelen onder meer tijdens de textieltriënale in Haarlem (1974), de internationale biënnale van de tapisserie in Lausanne (1975) en bij Galerie Waalkens in Finsterwolde (1976). Na haar scheiding  hertrouwde ze met herenboer en galeriehouder Albert Waalkens (1920-2007) en ging samen met hem diens galerie beheren.
Ter gelegenheid van een expositie in Galerie Ekster in Leeuwarden (1977), vertelde De Boer een fascinatie te hebben voor textiel en er tegelijkertijd een haat-liefdeverhouding mee te hebben. In de jaren 80 ging ze zich meer richten op tekeningen en collages.
In 1982 ging de boerderij van Waalkens in vlammen op. In 1984 werd een nieuwe galerie geopend, naar ontwerp van Gunnar Daan en Thon Karelse, waarin naast expositieruimte ook een eigen atelier en woonruimte voor De Boer was ingericht. In 1997 zette ze met Waalkens de Stichting Galerie De Boer Waalkens op, die voor instandhouding van de expositie- en werkruimtes in Finsterwolde moest zorgen.
De Boer overleed op 90-jarige leeftijd.
- RKD-Nederlands Instituut voor Kunstgeschiedenis: 9695
- Union List of Artist Names: 500066276
- Virtual International Authority File: 96137905